# Đỗ Xuân Công
Đỗ Xuân Công (6 tháng 5 năm 1943 – 19 tháng 3 năm 2022) là một tướng lĩnh và chính khách Việt Nam. Ông từng giữ chức Ủy viên Quân ủy Trung ương, Phó Bí thư Đảng ủy, Tư lệnh Quân chủng Hải quân, hàm Phó đô đốc. Ông cũng là một Đại biểu Quốc hội Việt Nam khóa X, thuộc đoàn đại biểu Khánh Hòa.

## Tiểu sử
Đỗ Xuân Công còn có tên là Đỗ Xuân Côi, sinh ngày 6 tháng 5 năm 1943, quê xã Quảng Nham, huyện Quảng Xương, Thanh Hóa. Thời trẻ, ông theo học bậc Trung học tại trường Trường cấp III Quảng Xương (nay là trường Trường Trung hoc phổ thông Quảng Xương 1). Đây cũng là ngôi trường của nhiều tướng lĩnh quân đội khác như Trung tướng Bùi Sỹ Vui, Anh hùng Lao động Nguyễn Đức Lâm, Hoàng Anh Xuân và Nguyễn Thanh Liêm, Thiếu tướng Bùi Sỹ Trinh.

## Sự nghiệp
Năm 1963, ông nhập ngũ và phục vụ trong lực lượng Hải quân Nhân dân Việt Nam. Giữa năm 1964, ông phục vụ trên tàu tuần tiễu T-161 với cấp bậc Binh nhất, chức vụ Tiểu đội trưởng hàng hải (lái chính) của tàu. Ngày 5 tháng 8 năm 1964, ông cùng với các đồng đội trên tàu T-161 tham gia trận đánh đầu tiên của Hải quân Việt Nam chống lại trận tập kích đường không của Hoa Kỳ tại cảng sông Gianh. Trong trận chiến này, Hải quân Việt Nam và người dân các tỉnh Quảng Bình, Nghệ An, Thanh Hóa, Quảng Ninh đã bắn rơi 8 chiếc máy bay phản lực của Mỹ, bị hư nhiều chiếc khác và bắt sống 1 phi công. Đây chính là mở đầu cho truyền thống "Đánh thắng trận đầu" của lực lượng Hải quân Việt Nam.
Tháng 11 năm 1965, ông bắt đầu theo học tại Trường Sĩ quan Hải quân (nay là Học viện Hải quân). Sau 2 năm, ông được cử sang học tại Trường Đại học Hải quân Baku của Liên Xô. Năm 1974, sau khi tốt nghiệp sĩ quan hải quân tại Học viện Hải quân Baku và về nước, ông được phân công nhiệm vụ chỉ huy các biên đội tàu của Tiểu đoàn 7, Trung đoàn 171 Hải quân (nay là Lữ đoàn 171 Hải quân Nhân dân Việt Nam), tham gia chỉ huy các tàu pháo tấn công và tiếp quản các bến cảng từ Cửa Việt, Đà Nẵng, Quy Nhơn, Nha Trang, Cam Ranh, Vũng Tàu và đến cảng Sài Gòn.
Đầu tháng 10 năm 1975, ông được Tư lệnh Hải quân Nguyễn Bá Phát giao nhiệm vụ làm thuyền trưởng chiếc tuần dương hạm chiến lợi phẩm "Phạm Ngũ Lão" của Hải quân Việt Nam Cộng hòa bỏ lại. Đây nguyên là tàu USCGC ABSECON – WHEC 374, thuộc lực lượng Tuần duyên Hoa Kỳ, hạ thủy năm 1943, được chuyển giao cho Hải quân Việt Nam Cộng hòa ngày 15 tháng 7 năm 1972, với số hiệu HQ-15 và được đặt tên là "Phạm Ngũ Lão". Tàu có chiều dài: 94,79 m, lượng giãn nước tối đa 3.200 tấn, có 4 động cơ diesel, 2 trục, 6000 bhp, vận tốc đạt đến 18 hải lý, tầm hoạt động lên đến 10.000 hải lý, được trang bị vũ khí và thiết bị điện tử tối tân. Đây là chiếc tàu lớn nhất và hiện đại nhất của Hải quân Nhân dân Việt Nam bấy giờ, với thủy thủ đoàn 200 người, trong đó có 76 nhân viên kỹ thuật của Hải quân Việt Nam Cộng hòa, được đào tạo nghiệp vụ tại Mỹ, tình nguyện ở lại phục vụ. Tàu được chuyển sang số hiệu mới là HQ-1 và dần thay thế các vũ khí Mỹ bằng các vũ khí của Liên Xô.
Sau năm 1975, ông tiếp tục phục vụ trong Hải quân. Trong giai đoạn ông làm Phó Tham mưu trưởng Vùng 4, trên vùng biển Việt Nam đã nổ ra trận hải chiến nổi tiếng – Hải chiến Gạc Ma-Cô Lin-Len Đao hay còn gọi là Xung đột giành quyền kiểm soát tại quần đảo Trường Sa 1988. Đến tháng 1 năm 1989, ông giữ chức Trưởng phòng Tác chiến Vùng 4 Hải quân Việt Nam, hàm Trung tá, tham gia công tác phối hợp với Binh đoàn 17, lực lượng đồn trú của Hải quân Liên Xô tại Cam Ranh. Cuối năm 1989, ông được thăng quân hàm Đại tá.
Năm 1997, ông được bầu làm Đại biểu Quốc hội Việt Nam khóa X, thuộc đoàn đại biểu Khánh Hòa. Bấy giờ, ông đang là Phó Tư lệnh Hải quân, hàm Đại tá. Ông được bầu vào Ủy ban Quốc phòng và An ninh của Quốc hội. Năm 2000, ông được bổ nhiệm làm Phó Bí thư Đảng ủy, Tư lệnh Hải quân và giữ chức vụ này cho đến khi nghỉ hưu vào tháng 12 năm 2004 với cấp bậc Phó đô đốc. Sau khi nghỉ hưu, ông sống cùng gia đình tại Thành phố Hồ Chí Minh và được bầu làm Phó Chủ tịch Hội Cựu chiến binh Thành phố.
Ngày 19 tháng 3 năm 2022, ông qua đời tại nhà riêng, thọ 79 tuổi.

## Khen thưởng
- Huân chương Quân công hạng Nhì.[19][20]
- Huân chương Chiến công hạng Nhất, Nhì, Ba.
- Huân chương Kháng chiến chống Mỹ, cứu nước hạng Ba.
- Huân chương Chiến sĩ vẻ vang hạng Nhất, Nhì, Ba.
- Huy chương Quân kỳ Quyết thắng

## Lịch sử phong quân hàm
| Năm thụ phong | 1989   | 1998         | 2002       |
| ------------- | ------ | ------------ | ---------- |
| Cấp bậc       | Đại tá | Chuẩn Đô đốc | Phó Đô đốc |